# کفار یونا
کفار یونا (به لاتین: Kfar Yona; عبری: כְּפַר יוֹנָה) شهری واقع در استان مرکز اسرائیل است. این شهر در حدود ۷ کیلومتریِ شرقِ نتانیا قرار دارد. در سال ۲۰۱۶ جمعیت این شهر ۲۲٬۲۵۴ نفر بود.